# Angus Deaton
Angus Deaton (ur. 19 października 1945 w Edynburgu) – brytyjsko-amerykański ekonomista i wykładowca akademicki, profesor Princeton University i Woodrow Wilson School of Public and International Affairs. Specjalista w dziedzinie mikroekonomii, autor długoletnich badań nad zagadnieniami konsumpcji, biedy i dobrobytu.
Laureat Nagrody Banku Szwecji im. Alfreda Nobla w dziedzinie ekonomii w 2015 roku.

## Życiorys
Urodził się 19 października 1945 w Edynburgu w Szkocji. W młodości uzyskał stypendium jednej z fundacji, dzięki czemu ukończył Fettes College, tę samą, szkołę, w której uczył się m.in. były premier Wielkiej Brytanii Tony Blair. Następnie studiował ekonomię na University of Cambridge i tam też uzyskał B.A. (1967), M.A. (1971) i doktorat Ph.D. (1974).
Przez kilka kolejnych lat wykładał na swojej Alma Mater, następnie uzyskał profesurę na University of Bristol, gdzie pracował w latach 1976–1983. W latach 1979–1980 prowadził gościnne wykłady w Princeton University, gdzie w 1980 roku został stałym członkiem fakultetu.
Od 1983 roku jest profesorem ekonomii i stosunków międzynarodowych na amerykańskim Princeton University. Posiada obywatelstwa brytyjskie i amerykańskie.
W 2009 roku sprawował funkcję prezydenta American Economic Association (AEA).

## Praca naukowa
Praca doktorska, zatytułowana „Analiza popytu w Zjednoczonym Królestwie, 1900–1970”, poświęcona była badaniu zależności między cenami produktów konsumpcyjnych i dochodami konsumentów a popytem, w której zastosował nowatorski model popytu konsumenckiego. W 1980 roku Deaton rozbudował model wraz z Johnem Muellbauerem, wprowadzając założenia bardziej realistyczne niż stosowane wówczas w jakikolwiek innych modelach. Model ten – „Almost Ideal Demand System” (AIDS) – szybko stał się standardem dla badań empirycznych popytu konsumenckiego.
Później Deaton zajmował się również zagadnieniem oszczędności konsumentów – na podstawie przeprowadzonej wraz z Johnem Y. Campbellem analizy empirycznej stwierdził, że zachowanie konsumentów nie zmienia się zbytnio nawet w obliczu szoku dochodowego. Z czasem, zjawisko to nazwano paradoksem Deatona.
W pracy naukowej Deaton zajmuje się między innymi ekonomią zdrowia, ekonomią rozwoju i ekonomią dobrobytu. Trzy centralne dla jego prac pytania to: 
- na jakie dobra konsumenci wydają zarobione przez siebie pieniądze?
- jaki procent dochodów społeczeństwa wydają a jaki zaoszczędzają?
- w jaki sposób mierzyć dobrobyt i biedę?

W 2015 roku został laureatem Nagrody Banku Szwecji im. Alfreda Nobla w dziedzinie ekonomii.

## Publikacje książkowe
- Angus Deaton, John Muellbauer: Economics and Consumer Behavior. New York: Cambridge University Press, 1980. ISBN 0-521-22850-6. Brak numerów stron w książce
- Angus Deaton: Understanding Consumption. Oxford: Clarendon Press, 1992, seria: Clarendon Lectures in Economics. ISBN 0-19-828759-3. Brak numerów stron w książce
- Angus Deaton: The Analysis of Household Surveys: A Microeconometric Approach to Development Policy. Baltimore: Johns Hopkins University Press for the World Bank, 1997. ISBN 0-8018-5254-4. Brak numerów stron w książce
- Angus Deaton: Health, inequality and economic development. Cambridge: 2001. Brak numerów stron w książce
- Angus Deaton (ed.), Valerie Kozel: The Great Indian Poverty Debate. New Delhi: Macmillan India Ltd., 2005. ISBN 978-1-4039-2644-9. Brak numerów stron w książce
- Angus Deaton: The Great Escape: Health, Wealth, and the Origins of Inequality. Princeton: Princeton University Press, 2013. ISBN 978-0-691-15354-4. Brak numerów stron w książce

## Nagrody i wyróżnienia
- 1978 – Medal Frischa przyznawany przez Econometric Society[2]
- 2011 – BBVA Foundation Frontiers of Knowledge Award[2]
- 2015 – Nagroda Banku Szwecji im. Alfreda Nobla w dziedzinie ekonomii